# Kate Mosse
Kate Mosse, född 20 oktober 1961 i Chichester i West Sussex, är en brittisk författare.

## Biografi
Kate Mosse föddes i West Sussex i England, där hon fortfarande bor. Hon har studerat vid Oxford, och har sedan arbetat inom förlag och media innan hon slog igenom som författare.
Hennes första bok, Becoming a Mother, en fackbok med råd för blivande mödrar, kom ut 1993. Sedan publicerade hon ytterligare tre böcker under 1990-talet utan att nå en större publik
Hon slog igenom 2005 med romanen Labyrinten (Labyrinth), och har därefter skrivit uppföljarna Kryptan (Sepulchre) och Citadel.

### Languedoc-trilogin
- Labyrinth (2005) (Labyrinten, översättning Ulrika Jannert Kallenberg, Norstedt, 2007)
- Sepulchre (2007) (Kryptan, översättning Ingar Gadd, Norstedt, 2009)
- Citadel (2012)